# 山田ゆかり
山田 ゆかり（やまだ ゆかり、旧名山川（やまかわ） ゆかり、1961年3月3日 - ）は、日本の空手家、元空手指導者である。

## 来歴
大阪体育大学に入学してから空手を始め
、1982年には日本代表として世界空手道選手権大会の組手個人60キロ級で優勝した。
指導者としては23歳の時に東大阪高等学校（現在の東大阪大学敬愛高等学校）の空手道部監督に就任し、以来現在まで25年間にわたって指導を続けている。2008年には全国高等学校空手道選抜大会の女子部門で個人形・組手、団体形・組手の4種目完全優勝を達成し、続いてインターハイで同部を女子組手団体で2年連続優勝させ、同年度（2008年度）の大阪スポーツ大賞では大阪府から優秀指導者として表彰された。同年の世界空手道選手権大会では日本代表のコーチとして参加した。
2009年には山川が敬愛高校で指導する3年生の鶴山千紗が女子型個人で高校選抜、インターハイ、国民体育大会でいずれも優勝している。
また、2000年シドニーオリンピックでは、シンクロナイズドスイミングの日本女子チームが行った「空手」の振り付け指導を担当した
。

## 不祥事
2017年6月13日に東大阪大敬愛高（大阪府東大阪市）の空手道部の元女子部員２人が、顧問の山田ゆかりからパワハラを受けて適応障害になったとして、運営する学校法人「村上学園」や顧問らを相手取り、計約710万円の損害賠償を求めた訴訟の判決が、大阪地裁であった。野田恵司裁判長は、インターハイ予選直前に練習参加を禁止し退部を強要するなど「顧問の裁量を逸脱する行為があった」と認定、法人と連帯して計約120万円を支払うよう命じた。
2017年6月30日付で、全空連の理事・女性委員会委員を本人の意向により辞任した。